# Memphis, Alabama
Memphis là một thị trấn thuộc quận Pickens, tiểu bang Alabama, Hoa Kỳ. Dân số năm 2009 là 31 người, mật độ đạt 31 người/km².